# Дігтярь Кирило Сергійович
Кирило Сергійович Дігтярь (нар. 25 листопада 2007, Харків, Україна) — український футболіст, центральний захисник клубу «Металіст».

## Ігрова кар'єра

### Клубна
Кирило Дігтярь є вихованцем харківських футбольних шкіл «Металіст» і «УФК-Олімпік».
3 травня 2023 року Кирило дебютував у першій команді «Металіста» у матчі Прем'єр-ліги проти «Дніпра-1» і у віці 15 років і 158 днів став наймолодшим футболістом в історії українського вищого дивізіону. 4 червня 2023 року Дігтярь вийшов у стартовому складі на матч проти одеського «Чорноморця» і побив рекорд Сергія Перхуна, ставши наймолодшим гравцем, який вийшов у матчі вищого дивізіону України у стартовому складі. На той момент Кирилу виповнилось 15 років і 191 день.
15 жовтня 2024 року англійська газета The Guardian назвала його одним з 60-ти найкращих футболістів світу 2007 року народження.

### Збірна України
З 2022 року є гравцем юнацьких збірних України.

## Ігровий стиль
У своїй кар'єрі виступав майже на всіх позиціях, окрім воротарської.